# 케이프브레턴섬

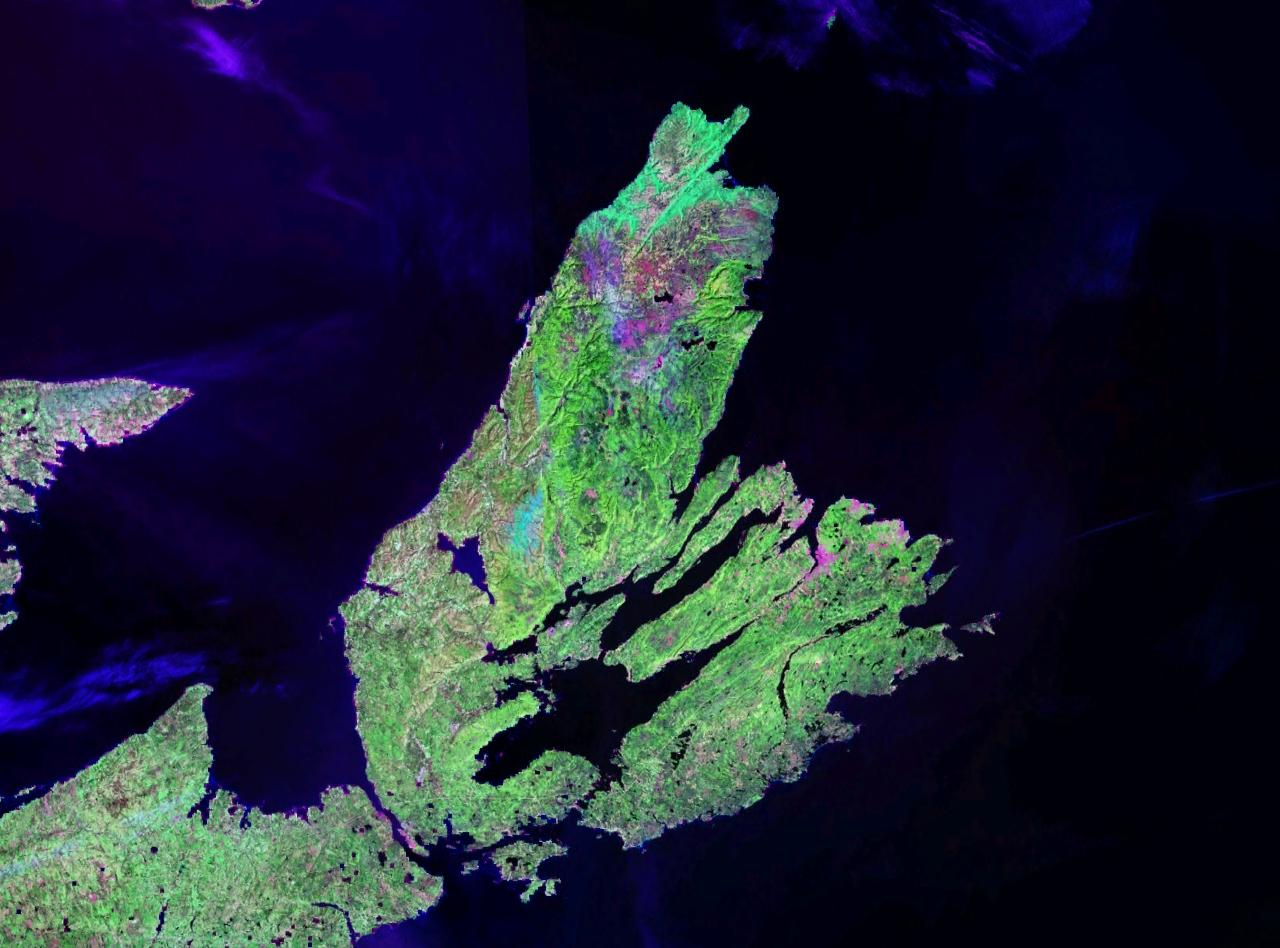
NASA landsat photo of Cape Breton Island

케이프브레턴섬(Cape Breton Island)는 캐나다의 북대서양 지역에 위치한 섬이다. "Breton"은 "Brittany"와 상통한다.
케이프브레턴섬은 캐나다 노바스코샤주의 일부분이다. 노바스코샤반도로부터 떨어져 있는 섬이지만 칸소 제방을 통해 연결되어 있다. 섬의 서해안은 세인트로렌스하구에 접하며, 동해안은 북대서양에 접한다. 섬의 중앙에는 브라도호가 자리잡고 있다.

## 같이 보기
- 케이프브레턴 고원 국립공원
- 캐나다의 주